# Sächsischer E 1
Der E 1 war ein Akkumulatortriebwagen der Königlich Sächsischen Staatseisenbahnen.

## Geschichte
Der Doppeltriebwagen wurde 1904 von der Waggonfabrik Werdau gebaut. Die elektrische Ausrüstung wurde von Siemens zugeliefert, die Batterien stammten von der Fa. Gottfried Hagen in Köln-Kalk.
Eingesetzt wurde das Fahrzeug vor allem im Vorortverkehr zwischen Dresden und Pirna. Wegen zu hoher Stromkosten und zahlreicher Störungen bewährte sich das neuartige Fahrzeug allerdings nicht. Nach nur zwei Jahren Einsatzdauer wurde der Triebwagen ausgemustert. Er wurde später als Reisezugwagen verwendet. Er verschwand erst zu Reichsbahn-Zeiten aus dem öffentlichen Zugdienst, denn auf einem Foto aus den 1960er Jahren ist einer der Wagenkästen mit dem runden Reichsbahnschild (und dem alten sächsischen Porzellanschild mit der Wagennummer E 1) als Gartenlaube in Karl-Marx-Stadt-Küchwald zu sehen.

## Technische Merkmale
Das Fahrzeug bestand aus zwei weitgehend symmetrisch aufgebauten zweiachsigen Wagen, welche mit einer Kurzkupplung fest miteinander verbunden waren. Die Fahrbatterien waren unter den Sitzbänken angeordnet. Die Fahrmotoren waren über Kegelradgetriebe mit den Achsen gekuppelt.
Als Bremsausrüstung war eine magnetisch arbeitende Solenoidbremse vorhanden, ergänzt von einer Handbremse.
Die Beleuchtung des Fahrzeugs erfolgte mittels Glühlampen, zur Beheizung dienten Öfen.